# رونالدو نوغويرا
رونالدو نوغويرا هو سياسي برازيلي، ولد في 25 أبريل 1966 في كارازينيو في البرازيل. نشط حزبياً في حزب العُمال البرازيلي ‏. وقد انتخب وزير العمل ‏ (12 مايو 2016 – 27 ديسمبر 2017) وانتخب عضو مجلس النواب البرازيلي ‏ عن دائرة Rio Grande do Sul ‏ وقد انضم خلال فترته النيابية ‏ للكتلة البرلمانية حزب العُمال البرازيلي ‏.

## وصلات خارجية
- الموقع الرسمي